# Альє
Альє́ (фр. Allier) — департамент на півдні центральної області Франції, один із департаментів регіону Овернь-Рона-Альпи. Порядковий номер 3. Адміністративний центр — Мулен.
Населення 344,7 тис. осіб (63-е місце серед департаментів, дані 1999 р.).

## Географія
Площа території 7340 км². Через департамент протікають річки Альє, Луара і Шер. 
До складу департаменту входять три округи, 35 кантонів і 320 комун.

## Історія
Альє — один із перших 83 департаментів, утворених під час Великої французької революції в березні 1790 р. Виник на території колишніх провінцій Овернь і Бурбонне. Назва походить від річки Альє.
1940 року колабораціоністський уряд маршала Петена обрав місто Віші своєю резиденцією.

## Господарство
На базі місцевого вугілля незначна металургія, силікатна, гумова промисловість. Посіви зернових, виноградарство, м'ясне тваринництво. Мінеральні джерела.
Курорти: Віші та інші.